# Peplonia axillaris
Peplonia axillaris är en oleanderväxtart som först beskrevs av Vell., och fick sitt nu gällande namn av Fontella och Rapini. Peplonia axillaris ingår i släktet Peplonia och familjen oleanderväxter. Inga underarter finns listade i Catalogue of Life.